# Mondial Photo-Presse
Mondial Photo-Presse est une agence de presse française créée en 1931.
Elle est fondée à Paris par Paul Dubray et André Glattli, avec un capital de 50 000 francs.
L'agence fusionne en 1937 avec l'agence Rol et l'agence Meurisse pour résister à la concurrence internationale et forme l'agence SAFRA puis SAFARA (Service des agences françaises d'actualités de reportages associés), revendue en 1945 aux sociétés Monde et Caméra puis Sciences-Film : leurs fonds sont revendus à la Bibliothèque nationale de France en 1961.

Photographies de l'Agence
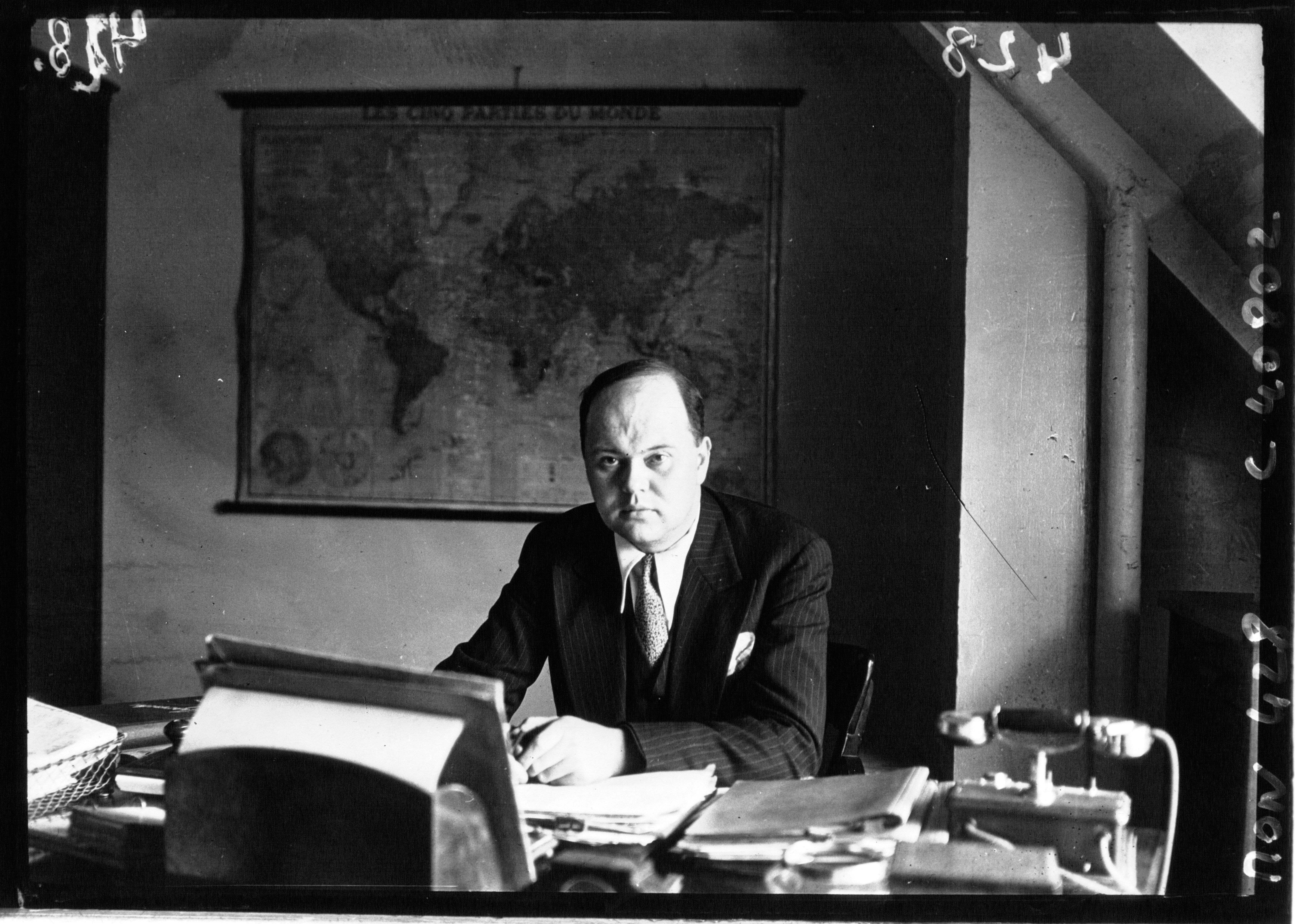
André Glattli, cofondateur de l'Agence
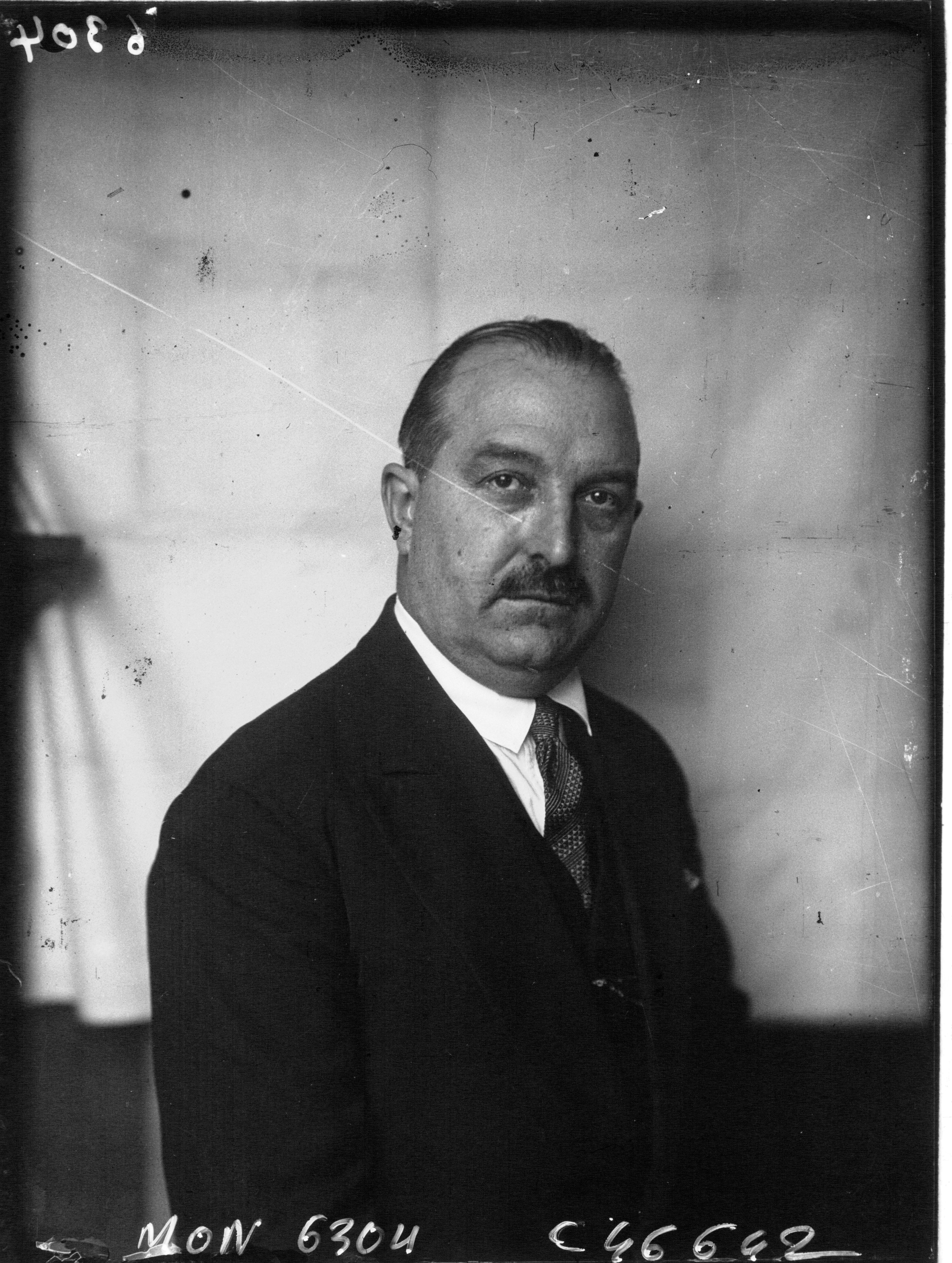
Paul Dubray, cofondateur de l'Agence.
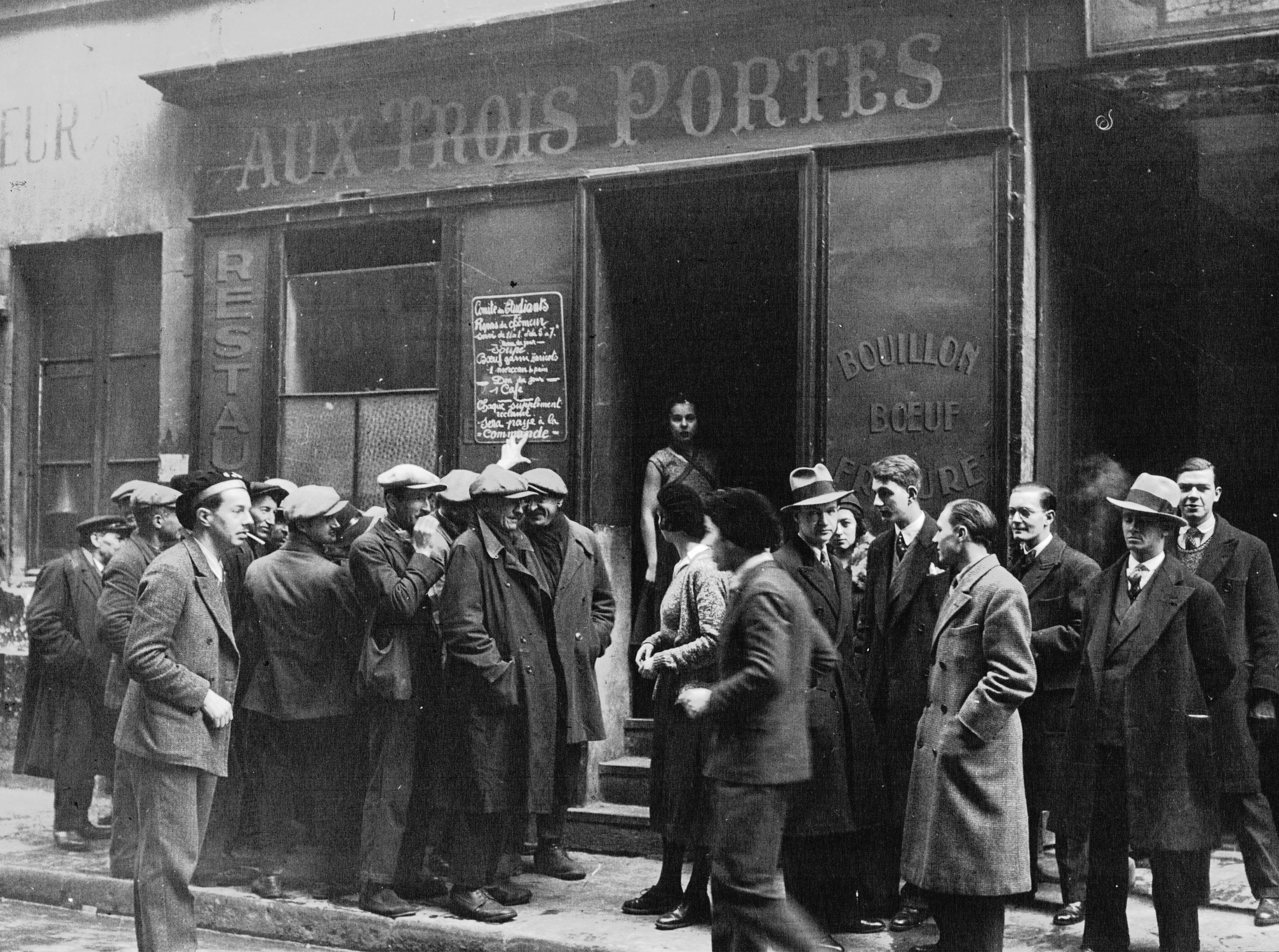
Soupe populaire offerte aux chômeurs en 1932
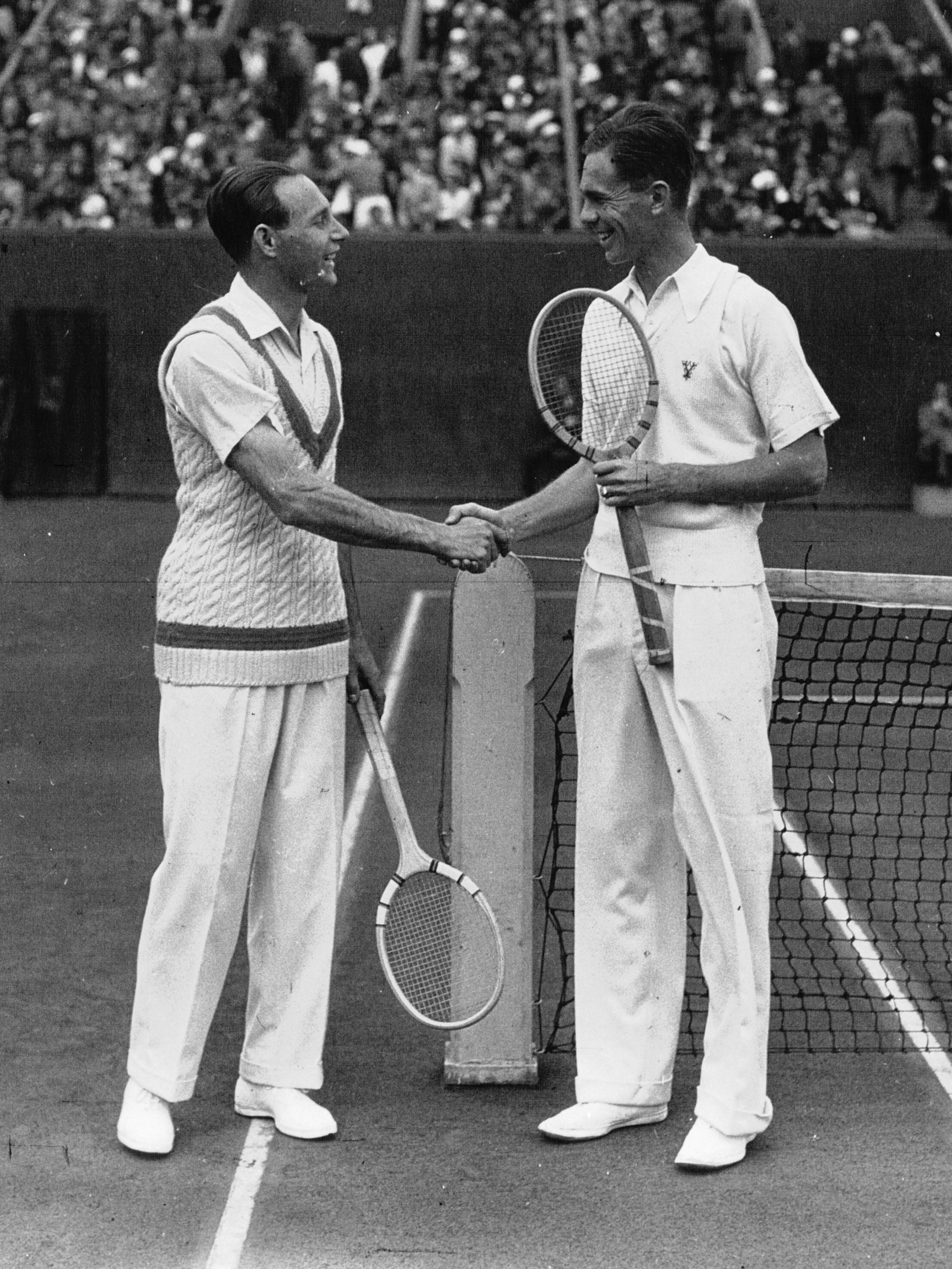
Jean Borotra et Ellsworth Vines, Coupe Davis 1932
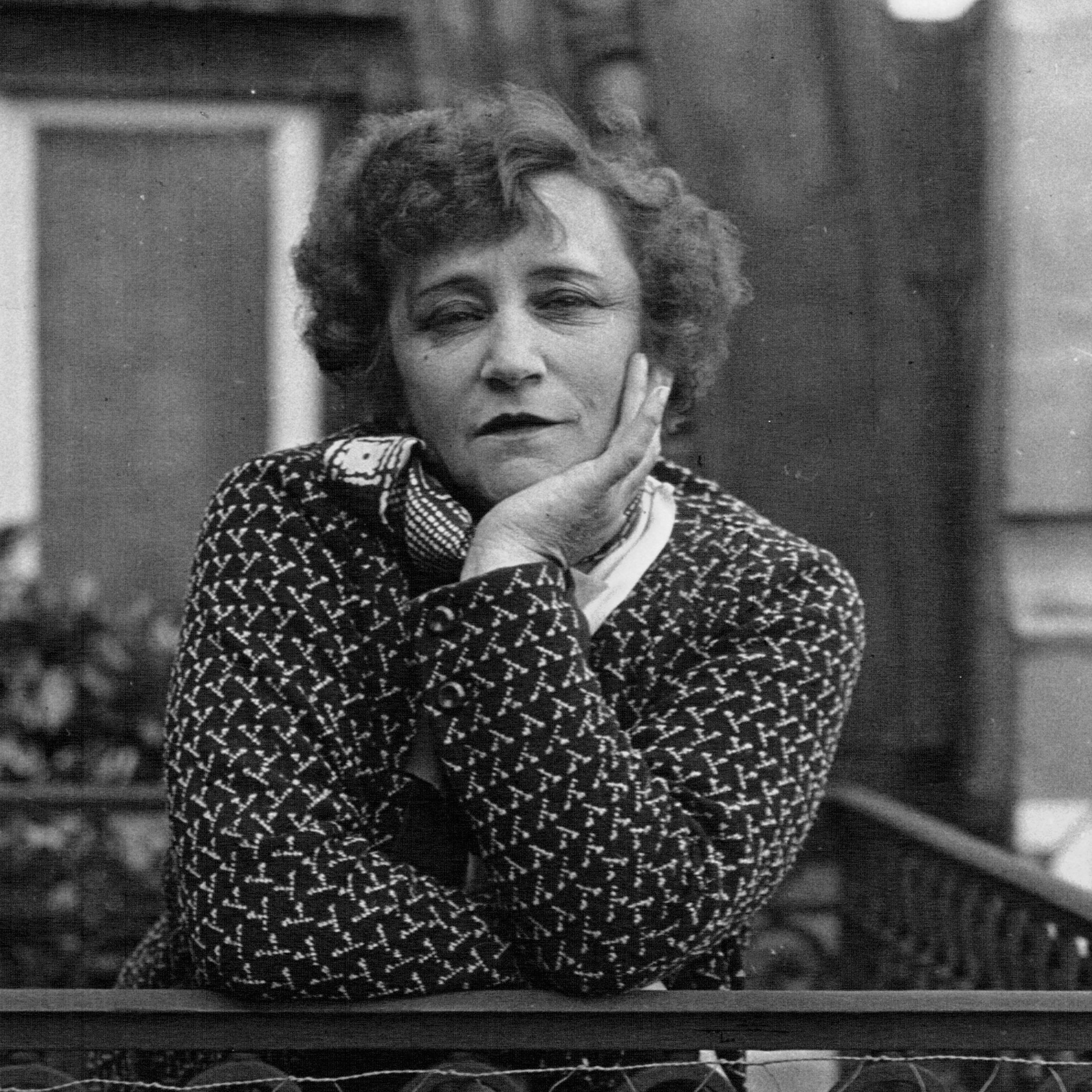
Colette en 1932